# Werner Schlager
Werner Schlager es un jugador tenis mesa austriaco, campeón del mundo individual en París 2003 y retirado desde 2013.
Schlager comenzó a jugar tenis de mesa a los seis años, aprendiendo de su padre y hermano, quienes fueron jugadores profesionales.
El año 2003 logró coronarse campeón mundial en individuales venciendo al sur coreano Joo Se Hyuk en la final, convirtiéndose en el primer tenimesista austriaco en obtener este campeonato desde que en 1937 lo hizo Richard Bergmann. Ese mismo año fue elegido como el mejor deportista austriaco de la temporada, mientras que en China fue escogido como el deportista extranjero más popular. En 2009, Schlager fundó la Academia Werner Schlager en Schwechat, cerca de Viena, un centro de formación que también alberga los clubes SVS Niederösterreich y SVS Ströck. Olimpiadas de individuales (a partir del 25 de agosto de 2010)

## Palmarés (individuales)[1]

### Campeonato del Mundo
- Campeón (2003)
- Semifinalista (1999)

Pro-Tour Grand Finals
- Semifinalista (1999)

### ITTF Pro-Tour
Campeón:
- 2004: Croatia ( Croacia)
- 2002: Gangneung City ( Corea del Sur), São Paulo ( Brasil)
- 1996: Brisbane ( Australia)

### Euro Top 12
- Campeón (2000 y 2008)
- Finalista (2004, 2006 y 2008)
- Tercer puesto (2003)
- Segundo puesto (2004)
- Segundo puesto (2006)
- Campeón (2008)
- Tercer puesto (2011)

### Campeonato Europeo
- Semifinalista (2002)

- Finalista (2009)

### Participación en los Juegos Olímpicos
- Juegos Olímpicos de Atlanta (1996)
- Juegos Olímpicos de Sídney (2000)
- Juegos Olímpicos de Atenas (2004)
- Juegos Olímpicos de Pekín (2008)
- Juegos Olímpicos de Londres (2012)

### Ranking de Europa
- 22 En el Ranking

### Ranking de Austria
- 3 En el Ranking

### Carrera Highlights de Werner Schlager
1987	Campeonato juvenil de Atenas: Bronce con estudiantes Karl Jindrak en doble 
1989	Campeonato Juvenil en Luxemburgo: Bronce con Karl Jindrak en el doble jóvenes
1998	Campeonato de Europa de Eindhoven bronce con Karl Jindrak en dobles masculino
1999	Campeonatos del Mundo en Eindhoven bronce en individual masculino
2000	Campeonato de Europa de Zagreb de bronce en singles de bronce de los hombres en dobles mixtos  con Liu Jia, bronce en la competición por equipos con Weixing Chen Qian Qianli,  Robert Gardos y Karl Jindrak 
2002	Campeonato de Europa de Zagreb de bronce en singles de bronce de los hombres en dobles mixtos  con Liu Jia, bronce en la competición por equipos con Weixing Chen Qian Qianli,  Robert Gardos y Karl Jindrak 
2003	Campeonato de Europa de Courmayeur oro en dobles mixtos con Krisztina Toth  (Hungría), bronce en dobles varonil con Karl Jindrak 
2003	Copa del Mundo en París: oro en individual masculino
2005	Campeonato de Europa de Aarhus: oro en dobles masculinos con Karl Jindrak,  plata en la competición por equipos con Chen Weixing, Robert Gardos,  Kostadin Lengerov, Karl Jindrak, bronce en dobles mixtos con Liu Jia 
2007	Campeonato de Europa de Belgrado: bronce en dobles varonil con Patrick Chila 
2008	Europa Top 12 victoria en Frankfurt  Liga de Campeones (2007/2008) la victoria con SVS Baja Austria  4 º lugar en la competencia el equipo masculino de los Juegos Olímpicos  Campeonato de Europa en San Petersburgo:
Bronce en individual, plata en los  dobles de los hombres con Keen Trinko (NED), bronce en competición por equipos 
2009	Campeonato de Europa de Stuttgart: plata individual, bronce en la competición por equipos 
2010	Campeonato de Europa de Ostrava: bronce en el individuo 
2011	Campeonato de Europa de Gdansk: bronce en la competición por equipos
2012	Campeonatos del equipo de Dortmund: 5 Lugar